# Tipulamima tricincta
Tipulamima tricincta is een vlinder uit de familie wespvlinders (Sesiidae), onderfamilie Sesiinae.
Tipulamima tricincta is voor het eerst wetenschappelijk beschreven door Le Cerf in 1916. De soort komt voor in het Afrotropisch gebied.